# Dungeon Defenders
Dungeon Defenders er et tower defence-strategispil, der primært foregår i 3. person, men kan også spilles i 1. person. Modsat de fleste andre tower defense-spil, der 90 graders vinkel og fokus er fastlås i hver bane, giver Dungeon Defenders mulighed for at styrer man én ud af de fire valgfrie karakterer. Det er muligt at tilkøbe flere via udvidelsespakker.
Spillet går ud på at forsvarer en eller flere Ertheria Crystals mod monstre, som kommer ud af små porte rundt omkring på banen. Der seks forskellige monstre man skal kæmpe mod. Der er 20 kampagnebaner, som følger historien i spillet, og 42 bonusbaner, som ikke har noget at gøre med historien. Der kan downloades flere baner via udvidelsespakker.